# Peter Craven
Peter Theodore Craven (ur. 21 czerwca 1934 w Liverpoolu, zm. 20 września 1963 w Edynburgu) – brytyjski żużlowiec.

## Życiorys
Był dwukrotnym Indywidualnym Mistrzem Świata w latach 1955 i 1962. Dziewięciokrotny uczestnik finałów IMŚ. Oprócz sukcesów indywidualnych Peter Craven odnosił sukcesy w drużynie. W finałach DMŚ wystąpił czterokrotnie zdobywając dwa razy srebrne i dwa razy brązowe medale. Karierę Cravena przerwał śmiertelny wypadek w 1963 roku na torze w Edynburgu. Zginął uderzając w bandę, gdy omijał leżącego na torze rywala.

## Przynależność klubowa
Wielka Brytania
- Liverpool Chads (1951)
- Belle Vue Aces (1952–1963)

## Osiągnięcia
Indywidualne Mistrzostwa Świata
- 1954 –  Londyn – 15. miejsce – 3 pkt → wyniki
- 1955 –  Londyn – 1. miejsce – 13 pkt → wyniki
- 1956 –  Londyn – 4. miejsce – 11+2 pkt → wyniki
- 1957 –  Londyn – 3. miejsce – 11+3 pkt → wyniki
- 1958 –  Londyn – 4. miejsce – 11+2 pkt → wyniki
- 1959 –  Londyn – 9. miejsce – 7 pkt → wyniki
- 1960 –  Londyn – 3. miejsce – 14+1 pkt → wyniki
- 1961 –  Malmö – 10. miejsce – 6 pkt → wyniki
- 1962 –  Londyn – 1. miejsce – 14 pkt → wyniki
- 1963 –  Londyn – 10. miejsce – 6 pkt → wyniki

Drużynowe Mistrzostwa Świata
- 1960 –  Göteborg – 2. miejsce – 8 pkt → wyniki
- 1961 –  Wrocław – 3. miejsce – 8 pkt → wyniki
- 1962 –  Slaný – 2. miejsce – 6 pkt → wyniki
- 1963 –  Wiedeń – 3. miejsce – 8 pkt → wyniki

Indywidualne Mistrzostwa Wielkiej Brytanii
- 1961 – Londyn – 2. miejsce – 14 pkt → wyniki
- 1962 – 3 rundy – 1. miejsce – 41 pkt → wyniki
- 1963 – 3 rundy – 1. miejsce – 42 pkt → wyniki

## Upamiętnienie
W Wielkiej Brytanii cyklicznie organizowane są zawody indywidualne poświęcone jego pamięci.